# Пинар-дель-Рио (город)
Пина́р-дель-Ри́о (исп. Pinar del Río) — город и муниципалитет, административный центр одноименной провинции на западе Кубы.

## История
Это был один из последних крупных кубинских городов, основанных испанцами — он получил статус города лишь в 1867 году. Так как сюда на манильских галеонах через Мексику прибывало много филиппинцев, то изначально эти места были известны как Нуэва-Филиппинас. После обретения Мексикой независимости торговля с помощью манильских галеонов прекратилась, и в этих местах на Кубе стали выращивать те же сорта табака, что ранее вывозились с Филиппин. Возникший в центре табачного района город стал центром сигарной промышленности.
В начале 1950х годов численность населения города составляла 26 тыс. человек.
В 1970 году население составляло 73,2 тыс. человек, основой экономики являлись предприятия пищевой, табачной, мебельной и химической промышленности, также имелось производство стройматериалов и строился завод смешанных удобрений.
В 1987 году население составляло 108 тыс. человек, основой экономики являлись предприятия пищевкусовой, цементной и химической промышленности.

## Транспорт
- станция Кубинской железной дороги[2], узел автомобильных дорог[2]

## Знаменитые уроженцы
- Йоэль Ромеро (р. 1977) — боец UFC. Серебряный призёр ОИ по вольной борьбе
- Алексей Рамирес (р.1981) — бейсболист, олимпийский чемпион
- Михаин Лопес Нуньес (р. 1982) — борец греко-римского стиля, четырёхкратный призёр ОИ, пятикратный чемпион мира
- Ласаро Альварес (р. 1991) — боксёр, двукратный призёр ОИ, трёхкратный чемпион мира